# Ranops caprivi
Ranops caprivi là một loài nhện trong họ Zodariidae.
Loài này thuộc chi Ranops. Ranops caprivi được Rudy Jocqué miêu tả năm 1991.